# Pimpinella wallichiana
Pimpinella wallichiana (Miq.) Gandhi, 1976 è una pianta annuale appartenente alla famiglia delle Apiacee o Umbelliferae.

## Distribuzione e habitat
La specie è endemica dell'India.